# Hiéromancie

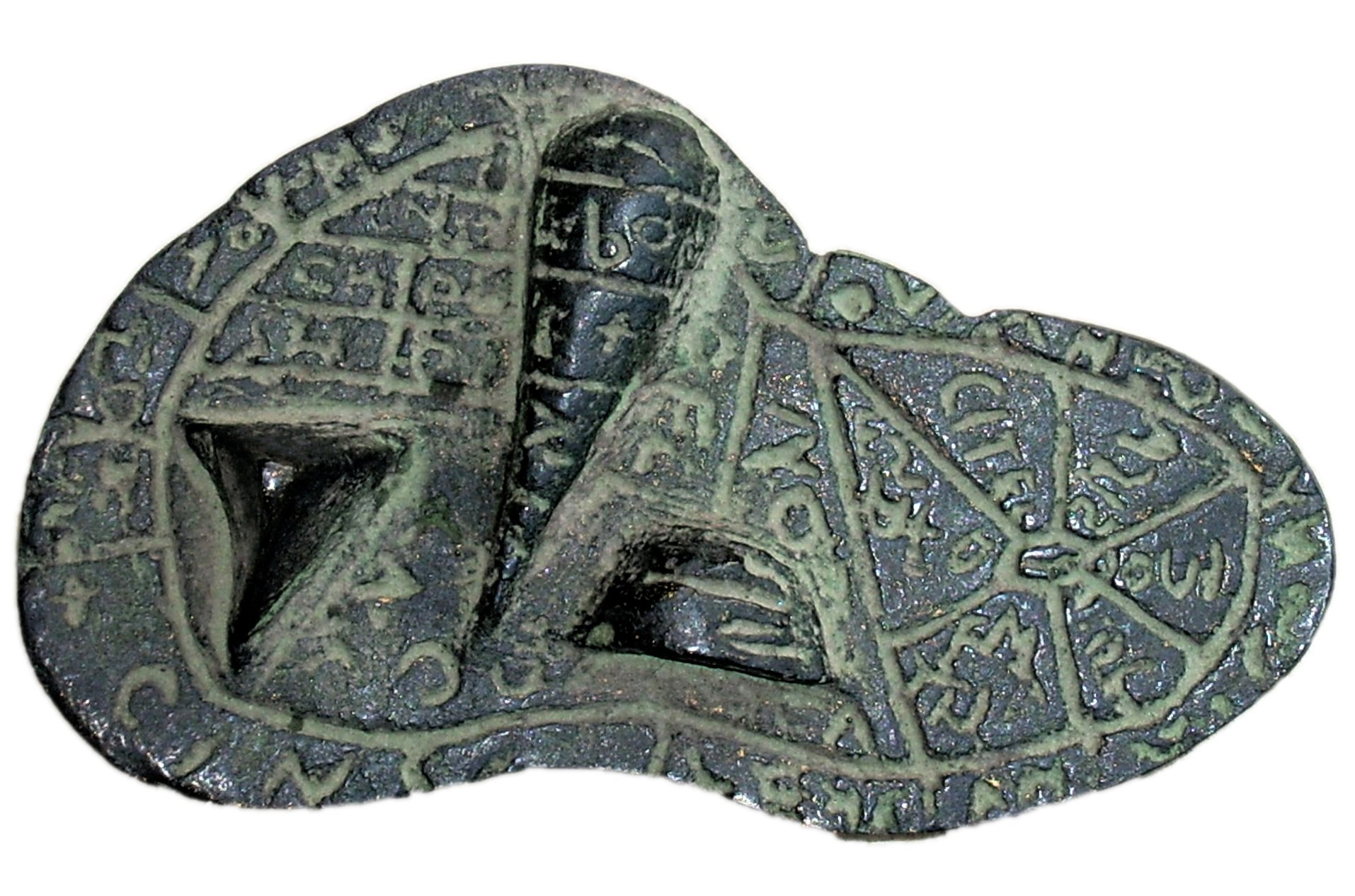
Modèle en bronze d'un foie de bélier datant d'environ 100 av. J.-C., avec des gravures étrusques trouvées à Plaisance, exemple de hiéromancie sur les entrailles d'animaux.

La hiéromancie (en grec ancien Ιερομαντίαν, de ieròs, sacré et mántis, devin) est un art divinatoire qui consiste à examiner les offrandes faites aux dieux telles que les hosties et viscères des victimes lors des sacrifices pour connaître l'avenir.

## Histoire
Les devins qui pratiquaient la hiéromancie étaient appelés les aruspices. Un des plus célèbres dont le nom nous soit parvenu est Cicéron. La hiéromancie semble avoir été pratiqué avant l'Antiquité chez les Scythes, les Babyloniens, les Égyptiens, en chine, en Inde, en Phénicie, en Perse, en Grèce, chez les Romains, les Arabes, les Gaulois, les Germains, les Bretons, en Afrique , etc..
Selon les Étrusques, le père de la hiéromancie est Tagès.